# Dotriakontanol
Dotriakontan-1-ol je nasycený mastný alkohol se 32 atomy uhlíku, vyskytující se v rostlinách nadlitci žlaznatém (Prosopis glandulosa) a Euphorbia granulata.